# Adriano Onyegbule
Brian Adriano Ogechukwu Onyegbule (* 23. Juni 2006 in Würzburg) ist ein deutsch-nigerianischer Fußballspieler.

## Karriere

### Verein
Onyegbule begann seine Laufbahn im Nachwuchs von Hertha BSC. Später schloss er sich der Jugendabteilung von RB Leipzig an. Im Sommer 2022 wechselte der Mittelfeldspieler in die Schweiz zum FC Basel, bei dem er einen dreijährigen Profivertrag erhielt. Nach einigen Einsätzen für die Reserve der Basler in der drittklassigen Promotion League gab er am 14. Mai 2023 bei der 1:6-Niederlage gegen den FC St. Gallen sein Debüt für die erste Mannschaft in der Super League, als er in der zweiten Halbzeit eingewechselt wurde. In der Folgezeit kam er weiterhin hauptsächlich für die Reservemannschaft der Basler zum Einsatz und spielte 2023/24 mit der Jugend auch in der UEFA Youth League. Im Sommer 2024 verlieh ihn der Verein zunächst an den Zweitligisten FC Schaffhausen. Nach zehn Ligaeinsätzen für den Verein wurde die Leihe ein halbes Jahr später abgebrochen und Onyegbule im Januar 2025 stattdessen für den Rest der Saison an den Ligakonkurrenten FC Vaduz verliehen. Dort bestritt er bis Anfang März 2023 drei Spiele, ehe er den Rest der Spielzeit verletzungsbedingt ausfiel und vorzeitig nach Basel zurückkehrte.

### Nationalmannschaft
Onyegbule spielte zwischen September 2021 und Februar 2022 viermal für die deutsche U16-Auswahl. Im November 2022 bestritt er zwei Spiele mit der U17-Nationalmannschaft.